# کاندالاکشا
شهر کاندالاکشا (به روسی: Кандалакша) در کشور روسیه و در اوبلاست مورمانسک واقع شده‌است.